# Garça-real-comum

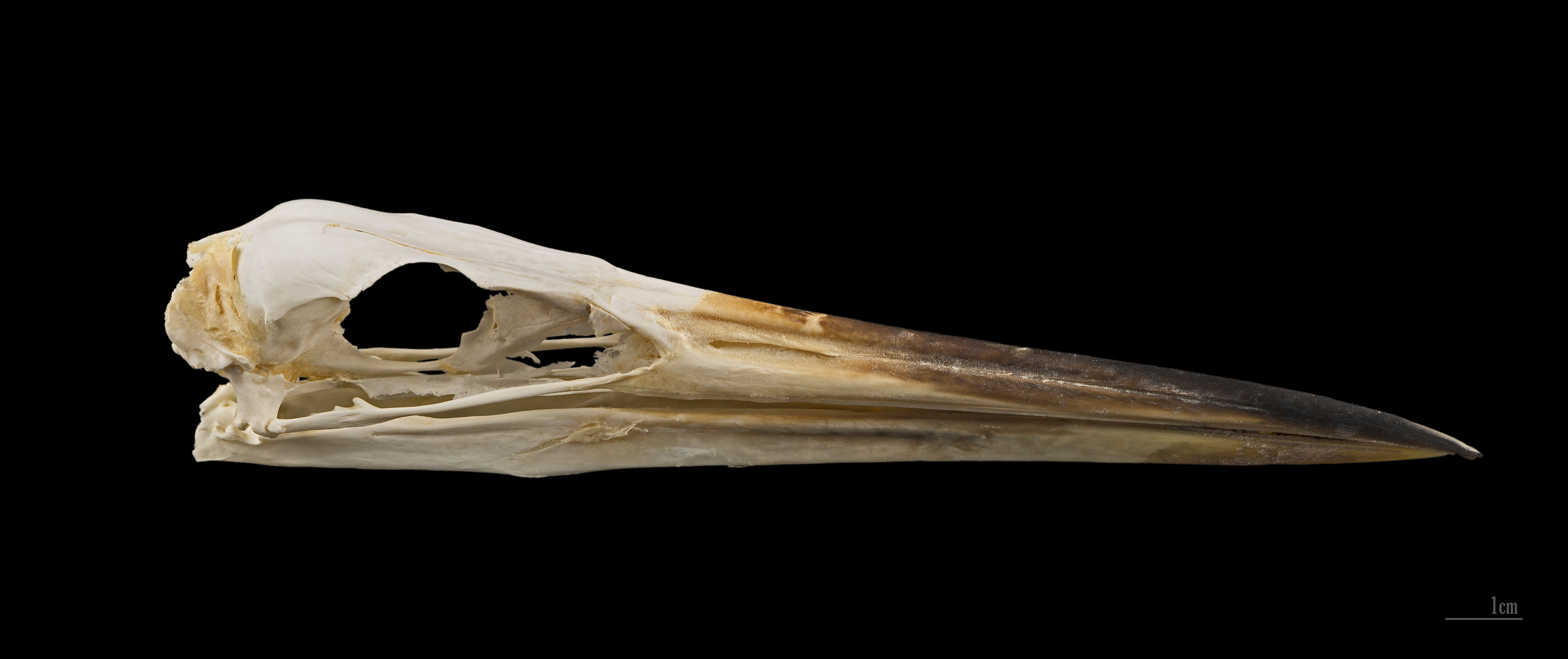
Crânio

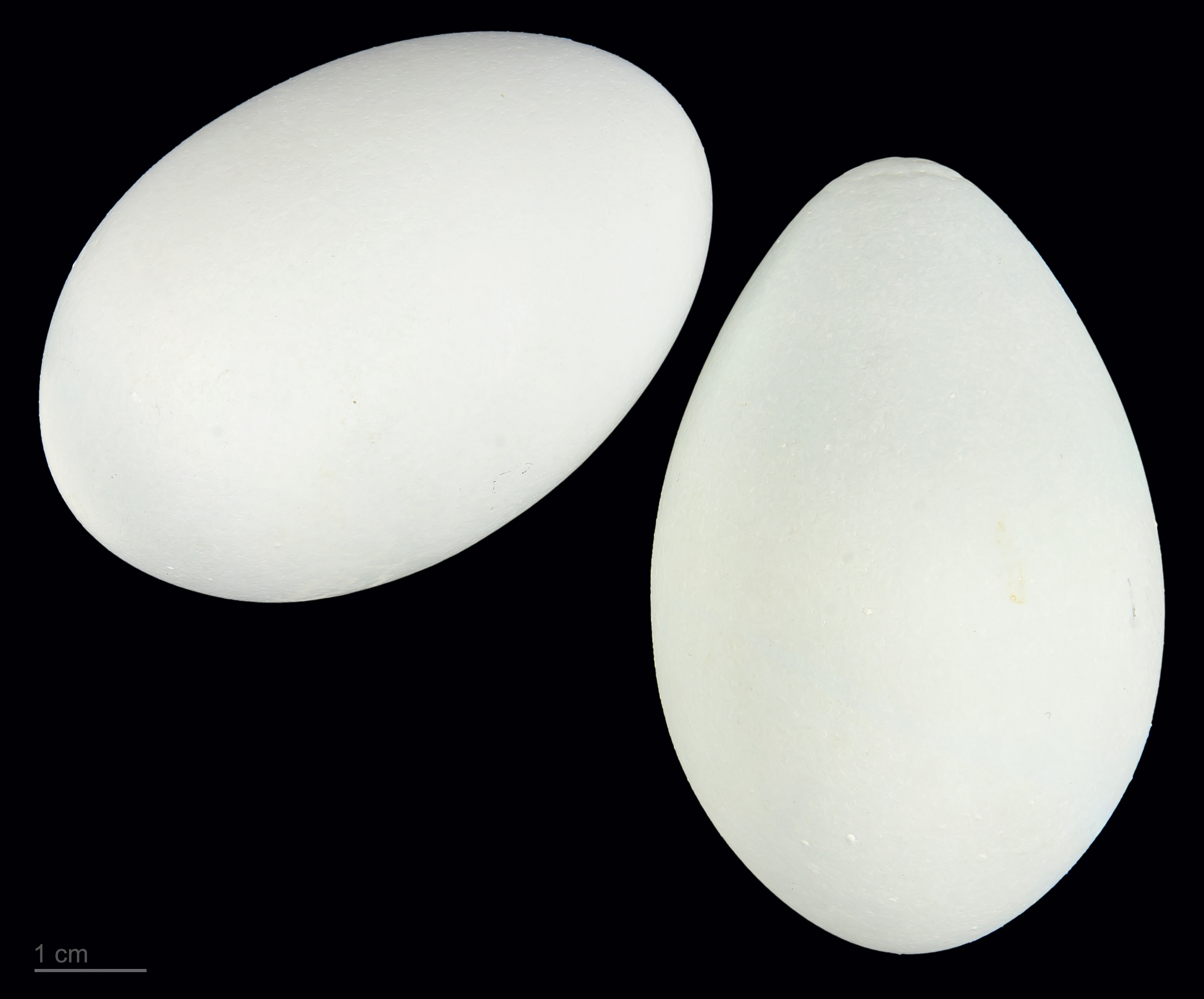
Ardea cinerea - MHNT

A Ardea cinerea, comummente conhecida como garça-real-comum, é uma ave pernalta ciconiforme, da família dos Ardeídeos, que marca presença em território português.

## Nomes comuns
É também comummente conhecida como garça-real (nome que partilha com a espécie Pilherodius pileatus, no Brasil) e garça-cinzenta, ou ainda galangundo em Angola. 

### Etimologia
Quanto ao nome científico desta espécie:
- O nome genérico, Ardea, provém do latim, ardĕa, e significa «garça».[11]
- O epíteto específico, cinerea, também provém do latim, tratando-se de uma declinação do étimo, cĭnĕrĕus[12], e significa «da cor das cinzas; cinzento».[13]

## Descrição
É uma ave pernalta, que se destaca pelo seu longo e alvadio pescoço e pela coloração cinzenta-clara da sua plumagem dorsal e das asas. Na época de acasalamento pode assumir cambiantes de coloração amarela-acinzentada  ou alaranjada.
A cabeça é esbranquiçada com uma lista negra supraocular que se estende até às penas nucais, rematando nuns penachos compridos e escuros, nos indivíduos adultos. Os olhos soem de sobressair pela íris amarela. Apresenta pernas altas e compridas e bico longo, pouco afilado, tendencialmente rectilíneo de coloração amarelo-alaranjada. As patas, por seu turno, são compridas e avermelhadas. 
Pode medir de comprimento até cerca de 1 metro, comportando uma envergadura de 179 a 195 cm e peso de 1,6 a 2 kg. Pode viver cerca de 25 anos.
Os espécimes juvenis apresentam cores mais claras, dorso cinzento-acastanhado e ventre branco raiado de negro e não possuem penacho. Atingem a maturidade aos dois anos de idade.

### Distinção com outras espécies
A garça-cinzenta pode confundir-se com a Ardea purpurea, distinguindo-se daquela mercê da ausência de tons castanhos ou arruivados na sua plumagem. Quando em voo, a garça-cinzenta retrai o pescoço em 'S', característica esta que a distingue da Ciconia ciconia.

## Distribuição
É a garça mais abundante e difundida no continente europeu. Marca presença em todo o território português continental, tanto no litoral como no interior.

### Portugal
A garça-cinzenta encontra-se em Portugal ao longo de todo o ano, sendo certo que, porém, costuma ser mais numerosa fora da época de nidificação. Geralmente marca presença em espaços hrigrófitos e zonas húmidas, mormente nos grandes estuários e lagoas costeiras, junto a margens pouco inclinadas e pouco obstruídas por vegetação densa.
Aquando da época de nidificação, esta espécie escasseia mais, coarctando a sua distribuição geográfica. Há algumas colónias assinaladas e protegidas no Alentejo, especialmente nos distritos de Évora e Portalegre, sendo certo que também são amplamente conhecidos espaços de nidificação noutros pontos do território nacional. As garças-reais-comuns, quando não nidificam em Portugal, podem ser vistas nas zonas de invernada ao longo do período da Primavera.

### Habitat
Privilegia um vasto leque de zonas húmidas, como as zonas costeiras, lagoas costeiras, estuários, barragens e albufeiras, rios e ribeiras,  junto a margens pouco inclinadas e pouco obstruídas por vegetação densa.  Tem nas árvores das orlas dos rios o espaço predileto para a nidificação, sendo comum uma mesma árvore abarcar diversos ninhos. Apesar de considerada uma ave aquática, não despreza as zonas agrícolas, recentemente aradas, onde anda à cata de répteis, anfíbios e mesmo pequenos mamíferos.
Muitas vezes partilha o habitat das cegonhas.

## Alimentação
É nas zonas húmidas onde habita que encontra o seu alimento, especialmente pequenos peixes, crustáceos, insectos e répteis, mas não despreza batráquios, pequenos mamíferos ou moluscos terrestres e aquáticos. Digere bem as espinhas mas regurgita os pelos dos roedores na forma de bolas.
No que repeita às suas tácticas de caça, a garça-real serve-se das suas reacções rápidas e dinâmicas para capturar as presas. Ao pescar, posiciona-se junto à margem, de atalaia ao menor movimento dos peixes. Assim que avista algum, proclina-se para diante, esticando o pescoço e arpoando-o subitamente com o bico. Normalmente engole os peixes inteiros, se bem que, os maiores, devora-os em terra.

## Reprodução
Reproduz-se de Fevereiro a Julho. Costumam escolher as árvores das orlas dos rios como espaço para a nidificação, sendo comum uma mesma árvore abarcar colónias de garças-reais. O seu ninho é chato, em forma de plataforma, semelhante ao das cegonhas. A fêmea põe de 3 a 6 ovos muito claros. Os ovos são cobertos alternadamente pelos dois progenitores durante 25 a 28 dias. Os jovens começam a voar ao fim de 50 dias e abandonam o território dos pais ao fim de 8 a 9 semanas.

## Taxonomia
Existem 4 subespécies:
- Ardea cinerea cinerea Linnaeus, 1758. Europa, África, Ásia ocidental
- Ardea cinerea jouyi Clark, 1907. Ásia oriental
- Ardea cinerea firasa Hartert, 1917. Madagáscar
- Ardea cinerea monicae Jouanin & Roux, 1963. Banc d'Arguin, Mauritânia.